# Mauricio Saucedo
Mauricio Saucedo Guardia (Santa Cruz de la Sierra, 14 de agosto de 1985) é um futebolista boliviano que atua como meio-campo. Atualmente está no The Strongest.

## Carreira
Mauricio Saucedo se profissionalizou no Bolívar, em 2003.

## Seleção
Mauricio Saucedo integrou a Seleção Boliviana de Futebol na Copa América de 2011.

## Títulos
San José
- Campeonato Boliviano: 2007 (Clausura)

Oriente Petrolero
- Campeonato Boliviano: 2010 (Clausura)